# Möriken-Wildegg
Möriken-Wildegg is een gemeente en plaats in het Zwitserse kanton Aargau, en maakt deel uit van het district Lenzburg.
Möriken-Wildegg telt 4.262 inwoners.

## Bezienswaardigheden
- Schloss Wildegg